# Viviers-lès-Offroicourt
Viviers-lès-Offroicourt ist eine französische Gemeinde mit 27 Einwohnern (Stand: 1. Januar 2022) im Département Vosges in der Region Grand Est (bis 2015: Lothringen). Sie gehört zum Arrondissement Neufchâteau und zum Gemeindeverband Terre d’Eau. 

## Geografie
Die Gemeinde Viviers-lès-Offroicourt liegt zwischen den Kleinstädten Mirecourt und Vittel am Madon-Nebenfluss Val d’Arol. Umgeben wird Viviers-lès-Offroicourt von den Nachbargemeinden Offroicourt im Nordosten, Estrennes im Südosten, Domjulien im Südwesten sowie Gemmelaincourt im Nordwesten. Zwischen Viviers und der Nachbargemeinde Offroicourt ragt der markante Gipfel des 364 m hohen Haut de Beaumont auf, dessen Hänge von Reben und Obstbäumen bestanden sind.
Die kleine Gemeinde hat ihren bäuerlichen Charakter bewahrt. Selbst das Bürgermeister-Büro (Mairie) liegt fast eingezwängt zwischen einem Viehstall und einem Unterstand für landwirtschaftliche Geräte.

## Bevölkerungsentwicklung
| Jahr      | 1962 | 1968 | 1975 | 1982 | 1990 | 1999 | 2011 | 2022 |
| Einwohner | 71   | 56   | 34   | 42   | 38   | 36   | 27   | 27   |

Die Einwohnerzahlen der kleinen Gemeinde halten sich seit Ende des 20. Jahrhunderts auf einem sehr niedrigen Niveau. Im Jahr 1846 wurde mit 259 Bewohnern die bisher höchste Einwohnerzahl ermittelt. Die Zahlen basieren auf den Daten von cassini.ehess und INSEE.

## Sehenswürdigkeiten
- Kirche St. Aper (Église Saint-Èvre)
- Lavoir

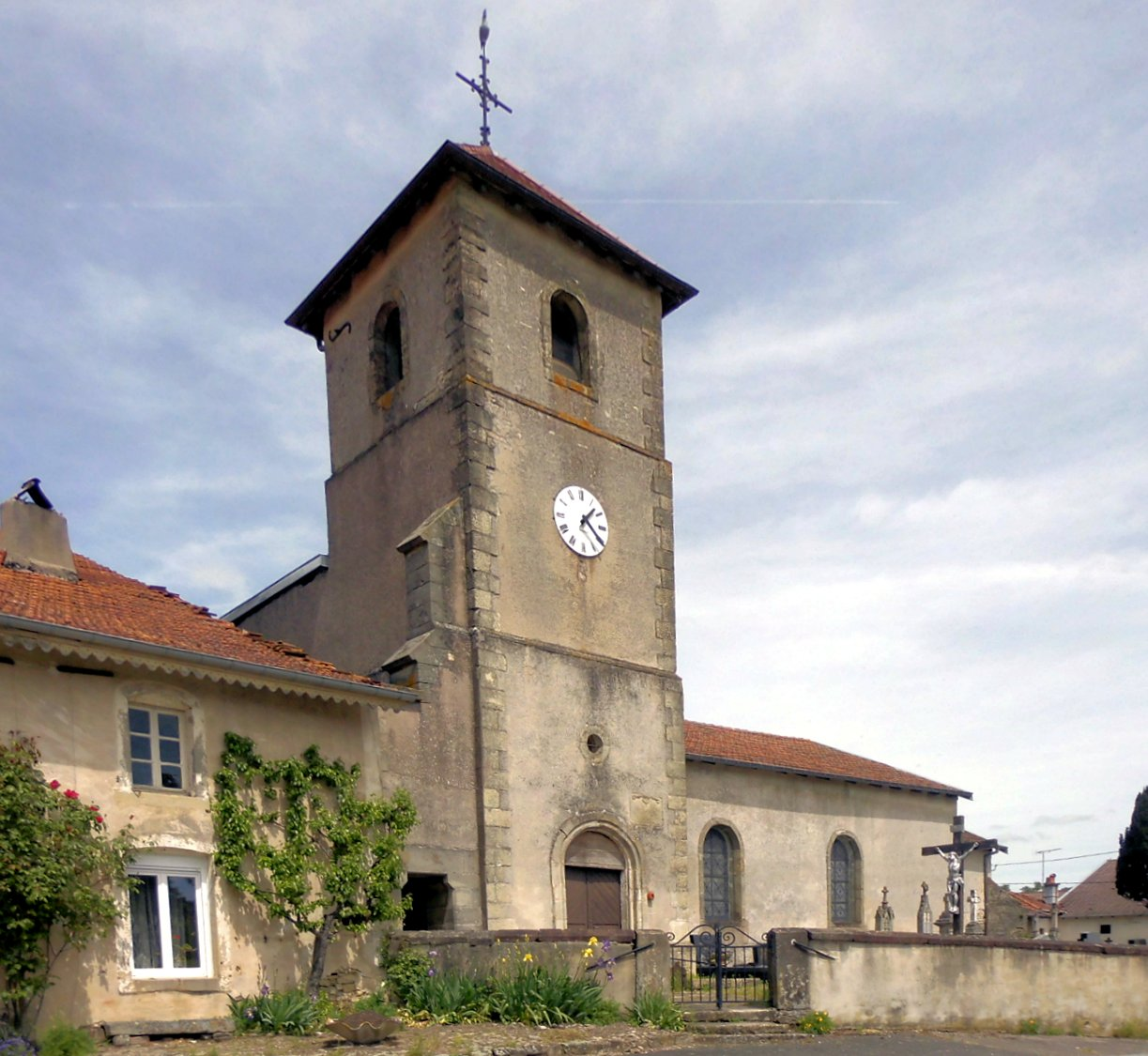
Dorfkirche St. Aper
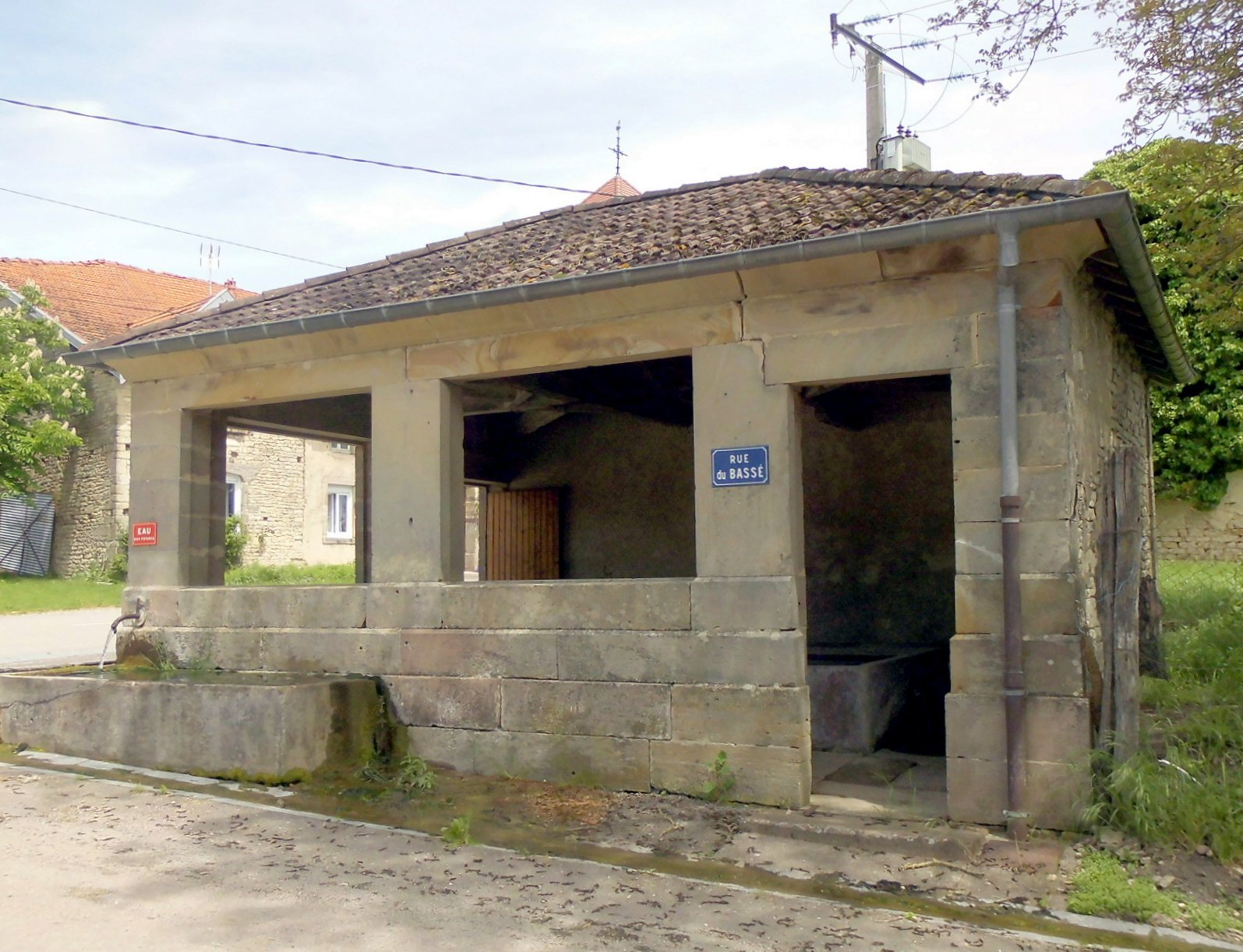
Begehbares Lavoir

## Wirtschaft und Infrastruktur
In der Gemeinde Viviers-lès-Offroicourt sind zwei Landwirtschaftsbetriebe ansässig (Rinder-, Schaf- und Ziegenhaltung).
Drei Kilometer nördlich von Viviers-lès-Offroicourt verläuft die teilweise zweistreifig ausgebaute Fernstraße D 166 von Neufchâteau nach Mirecourt. Im 18 Kilometer entfernten La Neuveville-sous-Châtenois besteht ein Anschluss an die Autoroute A 31. In der nahen Kleinstadt Mirecourt befindet sich auch der nächstgelegene Bahnhof.

## Belege
1. ↑  Viviers-lès-Offroicourt auf cassini.ehess
2. ↑  Viviers-lès-Offroicourt auf INSEE
3. ↑  Landwirtschaftsbetriebe auf annuaire-mairie.fr (französisch)